# Diner Dash
Diner Dash es un videojuego desarrollado por el Gamelab y publicado por PlayFirst. Uno de los más vendidos juegos descargables de 2004. Más tarde fue portado a teléfonos móviles. En PC su versión es de pago; otras versiones se han creado para la PlayStation Portable, Game Boy Advance, Nintendo DS y el iPhone plataformas.
Secuelas - Diner Dash 2: Restaurante de rescate fue liberado a principios de 2006, Diner Dash: Flo on the Go se publicó a finales de 2006 y Diner Dash: Hometown Héroe fue puesto en libertad a finales de 2007.

## Historia
Flo es una muchacha que decide renunciar a su estresante trabajo y poner un restaurante, y manejar todo lo relacionado con este tipo de negocios. Parece sencillo pero es bastante enviciante.
Sentar a los clientes, tomar sus órdenes, llevarles su comida, cobrarles y limpiar es una cadena de actividades que el jugador debe realizar en orden de conseguir la meta de cada Nivel. A medida que se avanza de nivel la cantidad de clientes va aumentando, así como van cambiando el tipo de clientes que llegan al restaurante.
El truco del juego está en saber qué clientes atender primero y en qué forma sentarlos para que haya una armonía entre ellos. Si por alguna razón eres muy lento o no impides que tus clientes se molesten y pierdan su paciencia (en este caso representada con pequeños corazones que se van agotando), el resultado será que se irán sin pagarte y comenzaras a perder dinero, impidiéndote de esta forma alcanzar la meta del nivel.
Este juego ha sido intensamente promocionado por Yahoo, que deja jugar un demo de 60 minutos.

## Clientes
- Jovencita: Es una muchacha entre 20 y 30 años con mucha paciencia y come a una velocidad normal, sus propinas son normales. Debes de alejarla del ruido o se enfadará.

- Familia: Es muy tranquila pero el bebé llorará cuando los padres se aburran de esperar, son muy tranquilos aparte de que no toman en cuenta los ruidos de los demás clientes.

- Mujer de negocios: La mujer de negocios es muy apurada y come con rapidez, no le gusta esperar ni tampoco el ruido pues no tiene tiempo para comer.

- Adicto al móvil: Es un muchacho que le encanta hablar por el teléfono pero hace tanto ruido al hablar que algunos clientes pueden enfadarse sin dejar de tomar en cuenta que este cliente es muy impaciente.

- Ratón de biblioteca: Es un anciano que siempre estará leyendo y aparte que come muy lento pero odia el ruido. Es muy paciente y si lo tratas bien te dará propinas normales
- Deportista: Esta chica es muy paciente y trata de ponerse en forma puesto que no va a pedir mucho ni dejara tanta propina. A ellos no les molesta el ruido porque lleva puestos auriculares

- Jubilado/a: Son Personas mayores que vienen a comer. Se toman su tiempo, y dejan poca propina, pero tienen mucha paciencia.

- Adolescentes: Son Jóvenes, hombres y mujeres, que no paran de hacer ruido. Solo se calman si se sientan un hombre y una mujer cerca. Dejan mala propina.

- Estrella: Son personas famosas, que vienen luego de filmar un programa. Son Impacientes, pero hacen feliz a los demás personajes. Dejan muy buenas propinas.

- Hombres Hambrientos: Son trabajadores, que les gusta almorzar dos veces sin parar. Dejan moderadamente mala propina, pero son moderadamente impacientes.
- Tortolos: son enamorados que solo se sientan en mesas de a dos. Hacen ruido cuando se dan besos, hacen todo lento y no les importa el ruido
- Turistas:
- Trabajador de hospital: son la contraparte masculina de las jovencitas, solo que son impacientes y dan propinas normales
- Tía Ethel: almuerzan dos veces y hacen un desastre llorando lágrimas

## Dispositivos móviles y portátiles
Diner Dash no sólo es para usuarios de PC y Mac, sino que también existen versiones para videoconsolas portátiles, teléfonos celulares, iPod touch, iPhone y recientemente la iPad con el juego "Diner Dash: Grilling Green"
Para teléfonos con java midlet, existen Diner Dash y Diner Dash 2, sin embargo para los teléfonos táctiles existe la versión Diner Dash Flo On The Go
Las consolas portátiles como la PSP y Nintendo DS también contaron con esas tres versiones de Diner Dash, excepto la PSP, que sólo lanzó la primera versión del juego, esto debido a que el juego se basa en tocar objetos y la PSP usaba comandos con los botones, lo que causaba confusión al tratar de usar varios comandos.
Para los dispositivos iPod touch y iPhone, se diseñó Diner Dash en su versión clásica, pero en febrero de 2010 se rediseñó con una versión más gráfica y animada a comparación de la clásica con un ambiente más alegre y mejor estructurado. También se diseñaron las secuelas Cooking Dash y Wedding Dash para dar algo de variedad a la tienda itunes, con el simple hecho de que el juego no fuera simplemente comprar los juegos de diner dash, ya que los usuarios se cansan de ver siempre lo mismo.

## Personajes Principales
- Flo: Protagonista. Abandona su labor de ejecutiva, y se convierte en mesera de restaurante.

- Abuela Florence: Abuela de Flo. Aparece por primera vez en Diner Dash: Hometown Hero

- Quinn: Mejor amiga de Flo. Protagonista de Wedding Dash.

- Darla: Otra amiga de Flo. Dueña de Darla's Cafe.

- Mr. Big: Villano que quiere quitarle el restaurante a Flo.
- Cookie : Chef del restaurante y amigo de Flo y la abuela Florence
- Karma:Otra amiga  de Flo protagonista de Parking Dash.

## Secuelas
El éxito del resultado en el juego está portado a un número de diferentes plataformas de juego, así como secuelas. La primera secuela, Diner Dash 2: Salvando restaurantes, se caracteriza en que Flo va al restaurante de sus amigos para ganar dinero para impedir que se lo destruyan. Nuevos clientes tales como la deportista y los ratones de biblioteca fueron presentados, así como nuevas herramientas como la mopa, silla alta y teléfono. Otra secuela, Diner Dash: Flo on the Go se publicó en octubre de 2006. El cuarto juego de la serie, Diner Dash: Héroe de Hometown puso en marcha en septiembre de 2007. PlayFirst corrió una promoción (Sorteo Vestir Flo) donde la gente podría diseñar un traje que se presentó en la "Ciudad Héroe" el nuevo "Cocina Dash". Recientemente se ha abierto a pruebas beta.
En 2006, PlayFirst publicó un spin-off, sobre la base de los dibujos animados SpongeBob SquarePants, llamado SpongeBob SquarePants: Diner Dash. Utiliza el mismo formato que los juegos de Diner Dash, pero se basa en Fondo de Bikini. Una secuela a la SpongeBob SquarePants Diner Dash juego ha sido liberado, y está disponible en el Nick Arcade, ofreciendo un medio de despegue para el primer SpongeBob Diner Dash.
En 2009, PlayFirst dejó por una parte, hacer la realización de secuelas con el margen "Diner Dash" y fue así que decidió usar a Flo y sus protagonistas a otros tipos de juego, "rompiendo el molde" ya que el 2008, se experimentaron varios cambios como con las secuelas Wedding Dash, y Cooking Dash.
Los primeros juegos del 2009 fueron: Dinertown Tycoon, Cooking Dash - DinerTown Studios, DinerTown Detective Agency, Avenue Flo y Hotel Dash - Suite success.
A principios de 2010, Play First Anuncia que la secuela Diner dash regresará pero con muchísimos cambios a los que se conocían en las secuelas anteriores, e inclusive una "renovación total para el Juego Diner Dash Clásico para el iPhone, con las mejores gráficas para ambos juegos, pero aún no se sabe si habrá una remodelación del Diner Dash clásico para PC y Mac, ya que aún se conserva la versión 1.0 en el sitio oficial.
A partir del juego "Wedding Dash 4-Ever" los juegos de PlayFirst serán re-escalados a una resolución mínima de 1024x768 en el PC para la ejecución de nuevos títulos en vez de la resolución anterior que era de 800x600, con el fin de mejorar la experiencia del jugador a una gráfica más definida y clara. Dependiendo de la resolución de los monitores, es posible que el modo "Windowed" o modo ventana sea deshabilitado, haciendo solo posible la ejecución del juego en modo "Fullscreen".

## Hotel Dash: Suite Sucess
La historia cuenta de que Quinn, para expandir su negocio de bodas, programa lunas de miel pero necesita ayuda
de Flo. El juego continua atendiendo a clientes que quieren
pasar la noche en el hotel

## Serie Dash
2004
- Diner Dash

2005
- Diner Dash (Versión para teléfonos Java)

2006
- Diner Dash 2: Restaurant Rescue
- Diner Dash: Flo on the Go

2007
- Wedding Dash
- SpongeBob Squarepants: Diner Dash
- Diner Dash: Hometown Hero
- Dress Shop Hop
- Doggie Dash

2008
- Pet Shop Hop
- Dairy Dash
- Wedding Dash 2: Rings Around the World
- Fashion Dash
- Cooking Dash
- Diner Dash: Seasonal Snack Pack
- Parking Dash
- Diner Dash: Flo Through Time
- Fitness Dash
- Diner Dash: Once Upon A Diner
- Diaper Dash
- SpongeBob Squarepants: Diner Dash 2

2009
- DinerTown Tycoon
- Wedding Dash: Ready, Aim, Love!
- DinerTown Detective Agency
- Avenue Flo
- Cooking Dash: Dinertown Studios
- Hotel Dash: Suite Success
- Avenue Flo: Official Game Companion (Guía para facilitar los niveles del juego y con un set de sorpresas)

2010
- Diner Dash 5: BOOM!
- Diner Dash: Grilling Green (Solo para iPad y Android)
- Wedding Dash: 4 Ever
- Avenue Flo: Special Delivery
- Cooking Dash 3: Thrills and Spills
- Soap Opera Dash

2011
- Garden Dash
- Hotel Dash 2: Lost Luxuries